# CTAN
CTAN (ang. Comprehensive TeX Archive Network) – źródło dokumentacji, makr, plików czcionek oraz oprogramowania związanego z systemem TeX oraz pochodnymi (LaTeX, ConTeXt i BibTeX). Zgromadzone tam materiały stanowią podstawę wymiany rozwiązań TeX-owych pomiędzy użytkownikami. Prócz głównego serwera CTAN istnieje 75 serwerów lustrzanych (ang. mirror).
CTAN został założony w  1992 przez Rainera Schöpfa, Joachima Schroda, Sebastiana Rahtza i George Greenwade. Ich działania były wspierane przez grupy użytkowników systemu TeX. Oficjalnie powstanie CTAN ogłoszono w 1993 roku na konferencji EuroTeX w Aston.
Materiały publikowane w ramach CTAN są udostępniane na wolnych licencjach.
Jeden z polskich mirrorów jest utrzymywany przez GUST.